# بولين تيريز من فورتمبيرغ
بولين تيريز من فورتمبيرغ (4 سبتمبر 1800 - 10 مارس 1873)؛ ملكة فورتمبيرغ القرينة بعد زواجها من ابن عمها فيلهلم الأول.

## السيرة الذاتية
ولدت بولين تيريز في ريغا التابعة لإمبراطورية الروسية، وهي واحدة من خمسة أطفال لدوق لودفيغ من فورتمبيرغ وزوجته الأميرة هنرييت من ناساو-فيلبورخ، ومن بين أشقائها ماريا دوروثيا أرشيدوقة النمسا؛ وأمالي دوقة ساكس-ألتنبورغ؛ وإليزابيث ألكسندرين أميرة بادن؛ والدوق ألكسندر من فورتمبيرغ مؤسس فرع تك من السلالة، وجد الملكة ماري تك.
كان أجدادها من جهة الأب فريدرش الثاني يوجين دوق فورتمبيرغ وفريدريكه دوروثيا من براندنبورغ-شفيدت وإما أجدادها من جهة الأم كارل كريستيان أمير ناساو-فيلبورخ والأميرة كارولينا من أوراني-ناساو حفيدة جورج الثاني ملك بريطانيا العظمى.
في 15 أبريل 1820 وباعتبارها الزوجة الثالثة تزوجت من ابن عمها فيلهلم الأول ملك فورتمبيرغ في شتوتغارت، أصبحت بولين الملكة القرينة، كان زواجهما تعيس، بسبب تعلق فيلهلم بإحدى عشيقته، ومع ذلك أنجبت له ثلاثة أبناء.
كانت بولين زوجة لأب لماري وصوفي ملكة هولندا المستقبلية ابنتي زوجها فيلهلم وزواجه الثاني من الدوقة الكبرى كاثرين بافلوفنا الروسية هي ابنة عمتهما الإمبراطورة ماريا فيودوروفنا، في رسالة كتبتها الملكة صوفي لاحقًا عن احتمال لجوئها مع إحدى بناتها إلى هولندا نتيجة للأحداث التي أعقبت ثورات عام 1848 في الولايات الألمانية.
توفي فيلهلم الأول بشتوتغارت في 25 يونيو 1864، وعند وفاته أصبح تعاستهما معروفًا للعامة؛ وتم استبعاد ذكر بولين تمامًا في وصيته، توفيت في شتوتغارت بعد تسع سنوات في 10 مارس 1873، بعد أن عاشت سنواتها الأخيرة في سويسرا، كانت بولين مشهورة جدًا ليس فقط بسبب اللطف الذي أظهرته لرعاياها ولكن أيضًا بسبب تفانيها تجاه الفقراء، وعند وفاتها أعطى سكان فورتمبيرغ اسمها للعديد من الطرق والأماكن في شتوتغارت وإسلينغن وفريولزهايم.

## الذرية
- كاثرين (24 أغسطس 1821 - 6 ديسمبر 1898)؛ تزوجت من الأمير فريدرش من فورتمبيرغ وكانا والدا فيلهلم الثاني ملك فورتمبيرغ.
- كارل الأول ملك فورتمبيرغ (6 مارس 1823 - 6 أكتوبر 1891)؛ تزوج من أولغا نيكولاييفنا الروسية ولم يكن لهما أبناء.
- أوغستا (4 أكتوبر 1826 - 3 ديسمبر 1898)؛ تزوجت من هيرمان أمير ساكس-فايمار-إيزناخ ولهما أبناء، فهما جدا فيلهلم إرنست دوق ساكس-فايمار-أيزناخ الأكبر.